# Ciència espacial

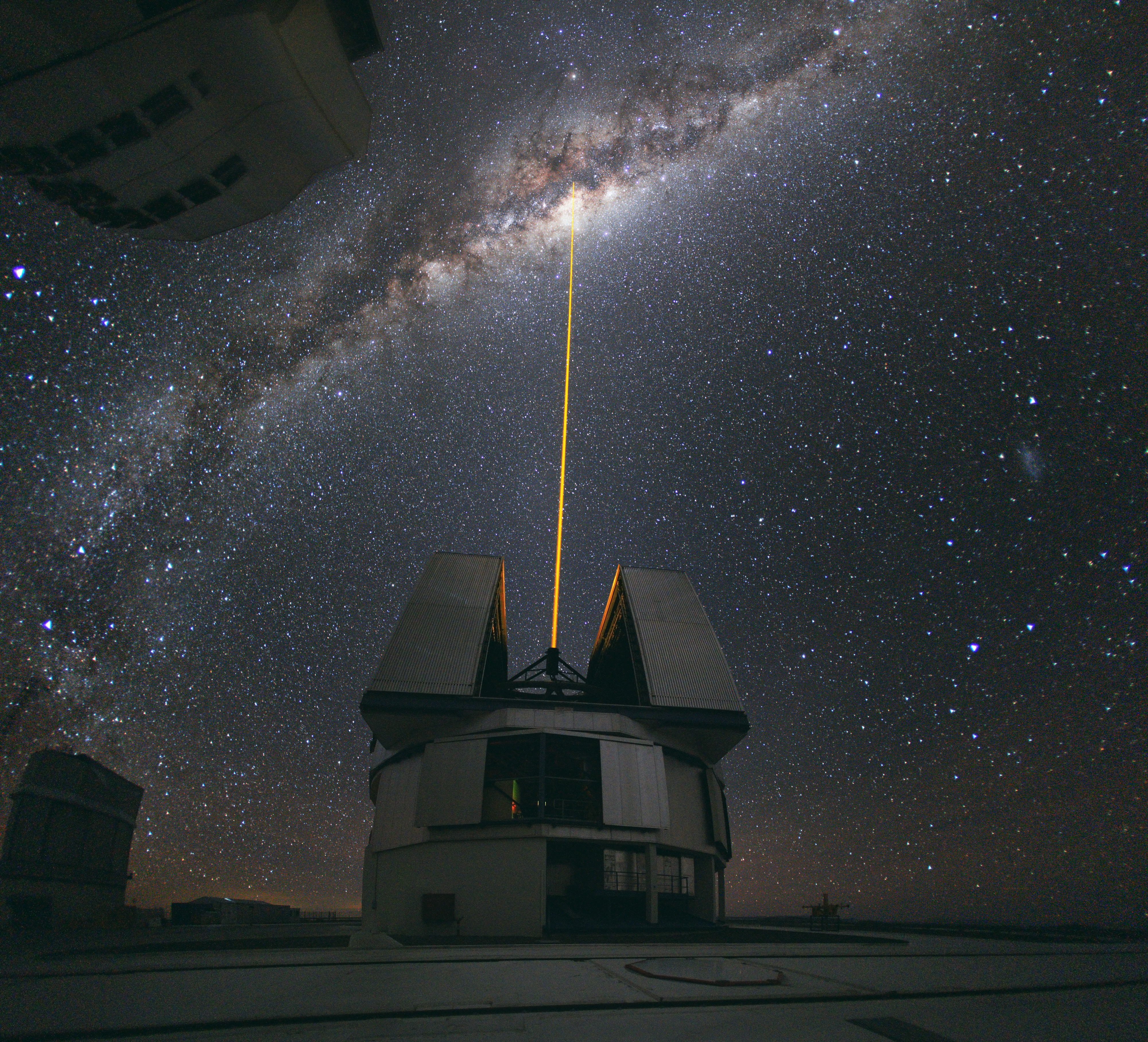
Una observació guiada per làser de la galàxia de la Via Làctia a l'Observatori del Paranal a Xile el 2010.

El terme ciència espacial pot significar:
- L'estudi de les qüestions específicament relacionades amb el viatge a l'espai i la seva exploració, incloent-hi la medicina espacial.[1]
- Ciència realitzada en l'espai exterior (vegeu investigació espacial).
- L'estudi de tot en l'espai ultraterrestre;[2] això es diu de vegades astronomia, però més recentment l'astronomia també es pot considerar com una divisió de la ciència espacial més àmplia, que ha crescut per incloure a altres camps relacionats.[3]

En aquest article es descriu el significat en tercer lloc, la ciència espacial que descriu tots els diversos camps de les ciències que s'ocupen de l'estudi de l'Univers, en general, que també significa "amb exclusió de la Terra" i "fora de la seva atmosfera".

## Divisions de la ciència espacial

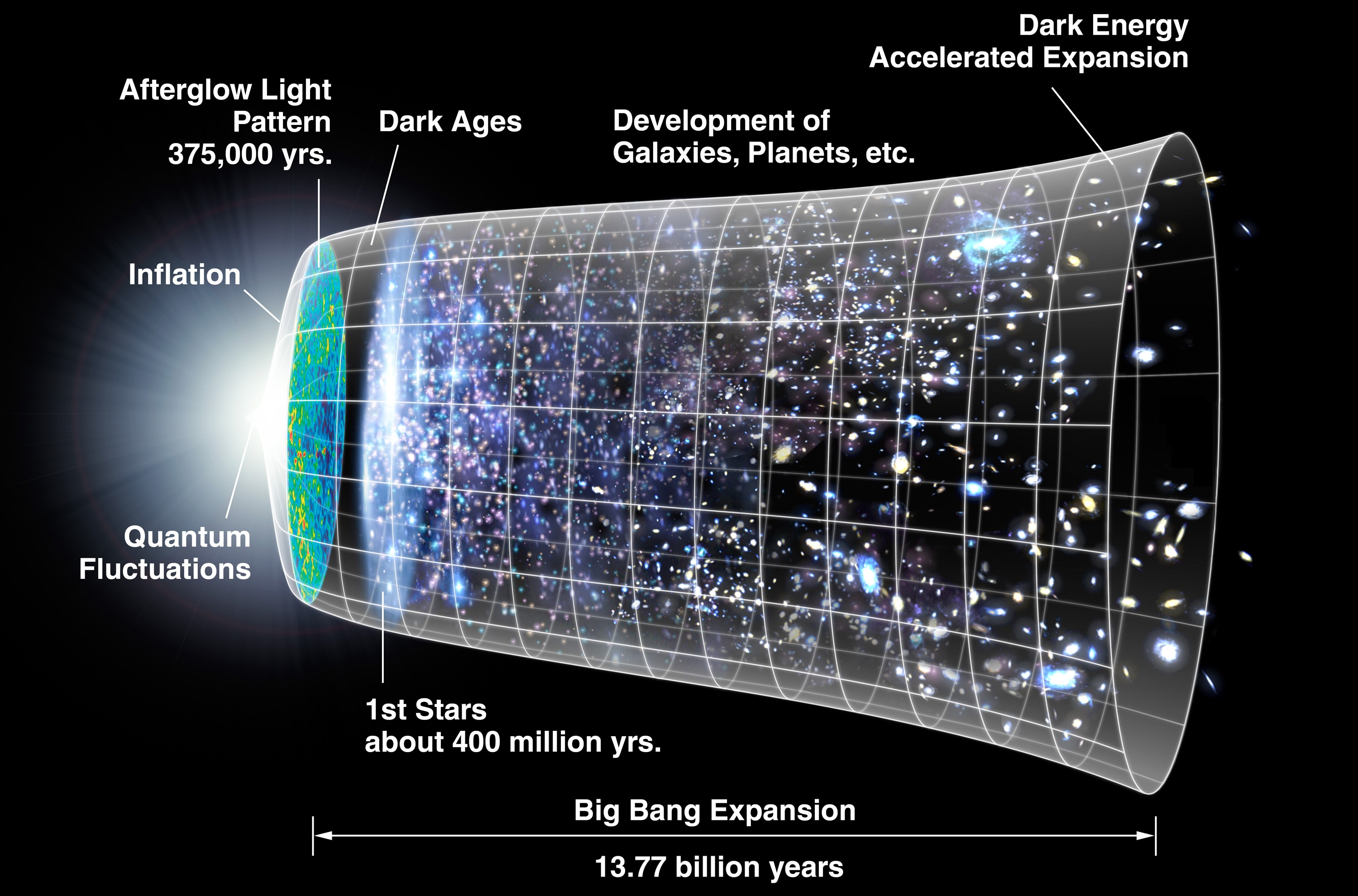
Una proposta de cronologia de l'origen de l'espai, en cosmologia física.

### Per matèries
- Astronomia estel·lar - l'estudi de les estrelles
  - Astronomia solar - l'estudi del sol
- Ciència planetària - l'estudi dels planetes, especialment tots excepte la Terra
- Astronomia galàctica - l'estudi de la nostra galàxia, la Via Làctia
- Astronomia extragalàctica - l'estudi de l'univers més gran més enllà de la Via Làctia
- Cosmologia física - l'estudi de l'origen, l'estructura a gran escala, i les relacions d'espaitemps de l'univers

Vegeu objecte astronòmic per obtenir una llista de tipus específics d'entitats que estudien els científics. Vegeu també la ubicació de la terra en l'univers per a una orientació.

### Camps interdisciplinaris
- Astrobiologia
- Astroquímica o Cosmoquímica

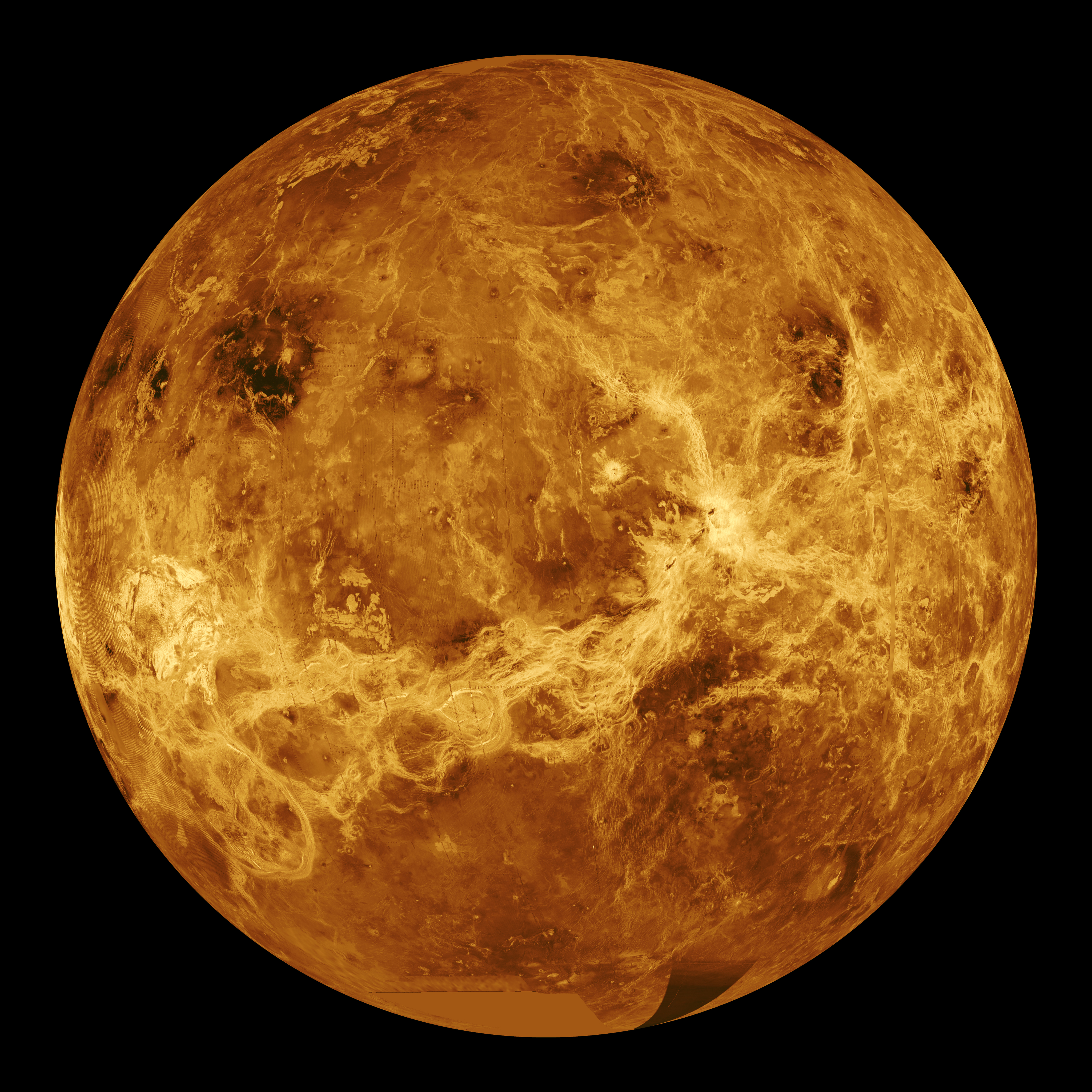
Un mapa simulat de colors de la superfície de Venus mesurat pel radar d'apertura sintètica en la sonda Magellan.

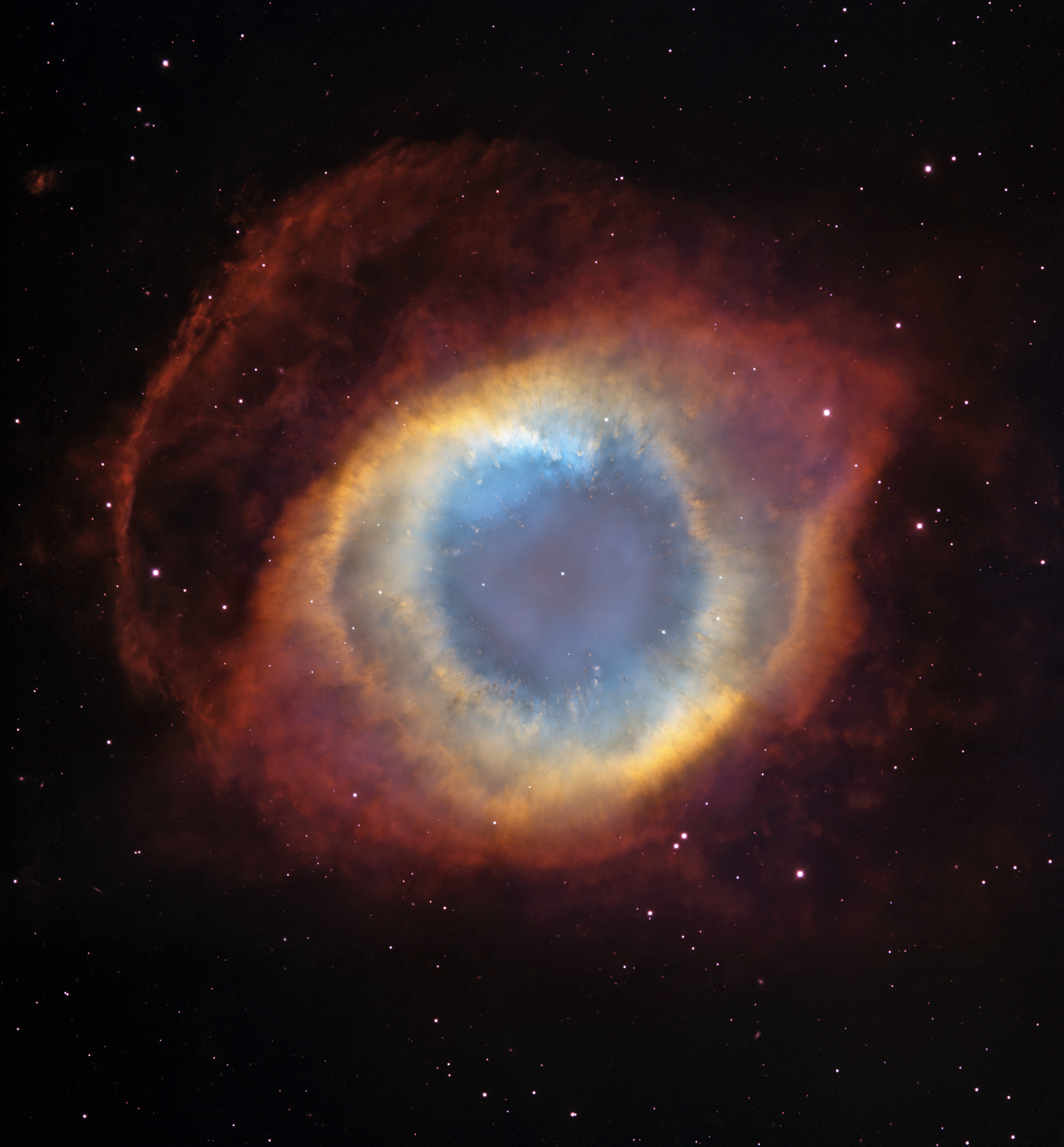
La nebulosa de l'Hèlix, NGC7293.

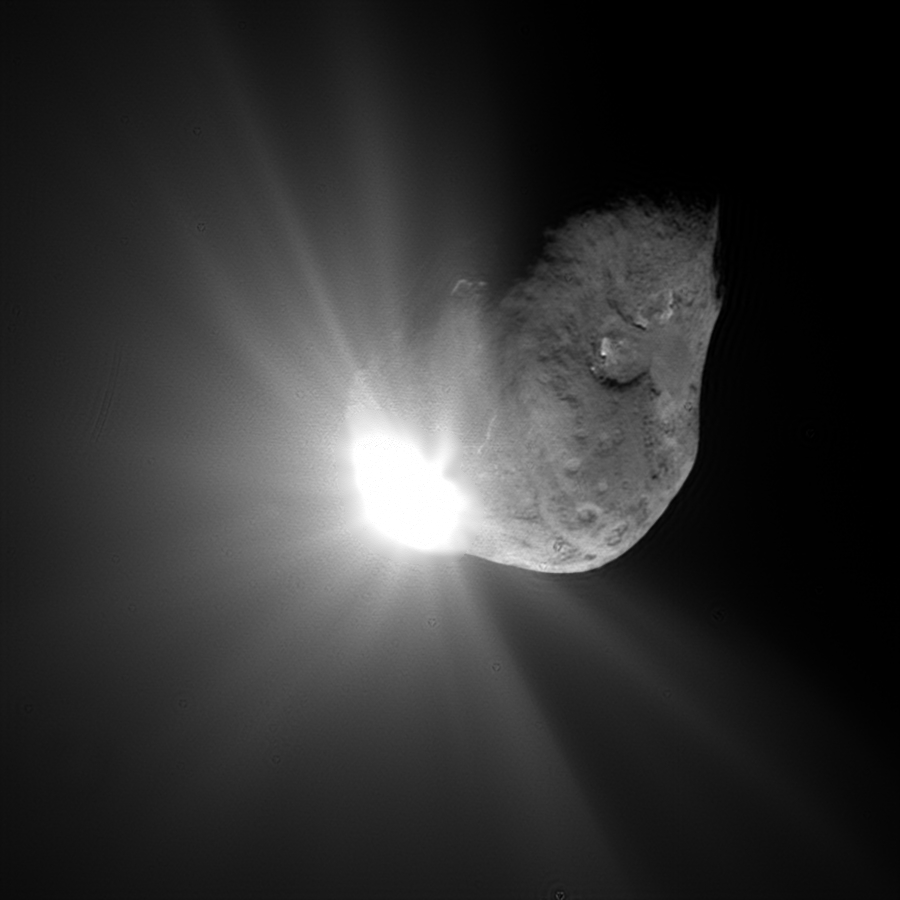
El cometa Tempel 1, 67 segons després de xocar amb la sonda Deep Impact.

- Astrofísica - la intersecció de la física i la ciència espacial, l'estudi de la física dels objectes extraterrestres i els espais intersticials
  - Física espacial
  - Astrodinàmica o mecànica orbital, que també té aplicacions a les naus espacials
- Ciència planetària - se superposa amb ciències de la Terra
  - Astrogeologia
- Investigació de la microgravetat
- Astronomia forense
- Arqueologia de l'espai - l'estudi dels artefactes humans en l'espai exterior
- Arqueoastronomia - la història de la comprensió humana de l'univers
- L'Astronàutica és la ciència i l'enginyeria de programes i vols espacials, un subconjunt d'enginyeria aeroespacial (que inclou vol atmosfèric)
  - Enginyeria aeroespacial
  - Enginyeria de control
  - Astrodinàmica
  - Disseny espacial per vehicles de llançament i satèl·lits
  - Medi ambient espacial - estudi de les condicions que afecten l'operació de les naus espacials
  - Propulsió espacial
  - Alimentació espacial
  - Transport espacial
  - Salut espacial

### Per l'enfocament
- Astronomia observacional - Els observatoris terrestres, així com els observatoris espacials prenen les mesures de les entitats i fenòmens astronòmics
  - Astrometria - estudia la posició i els moviments d'objectes celestes
  - Astronomia aficionada
- Astronomia teòrica - modelació matemàtica de les entitats i fenòmens celestes

### Activitats relacionades
- Exploració espacial - inclou investigacions científiques a través de vols espacials tripulats i sondes espacials
- Colonització de l'espai
- Comercialització de l'espai
  - Indústria espacial
  - Turisme espacial
- Militarització de l'espai
  - Invasió extraterrestre
- Estratègies de mitigació d'asteroides
- Llei espacial
- Teledetecció
- Planetari - Un observatori sintètic, utilitzat per a l'educació i presentacions

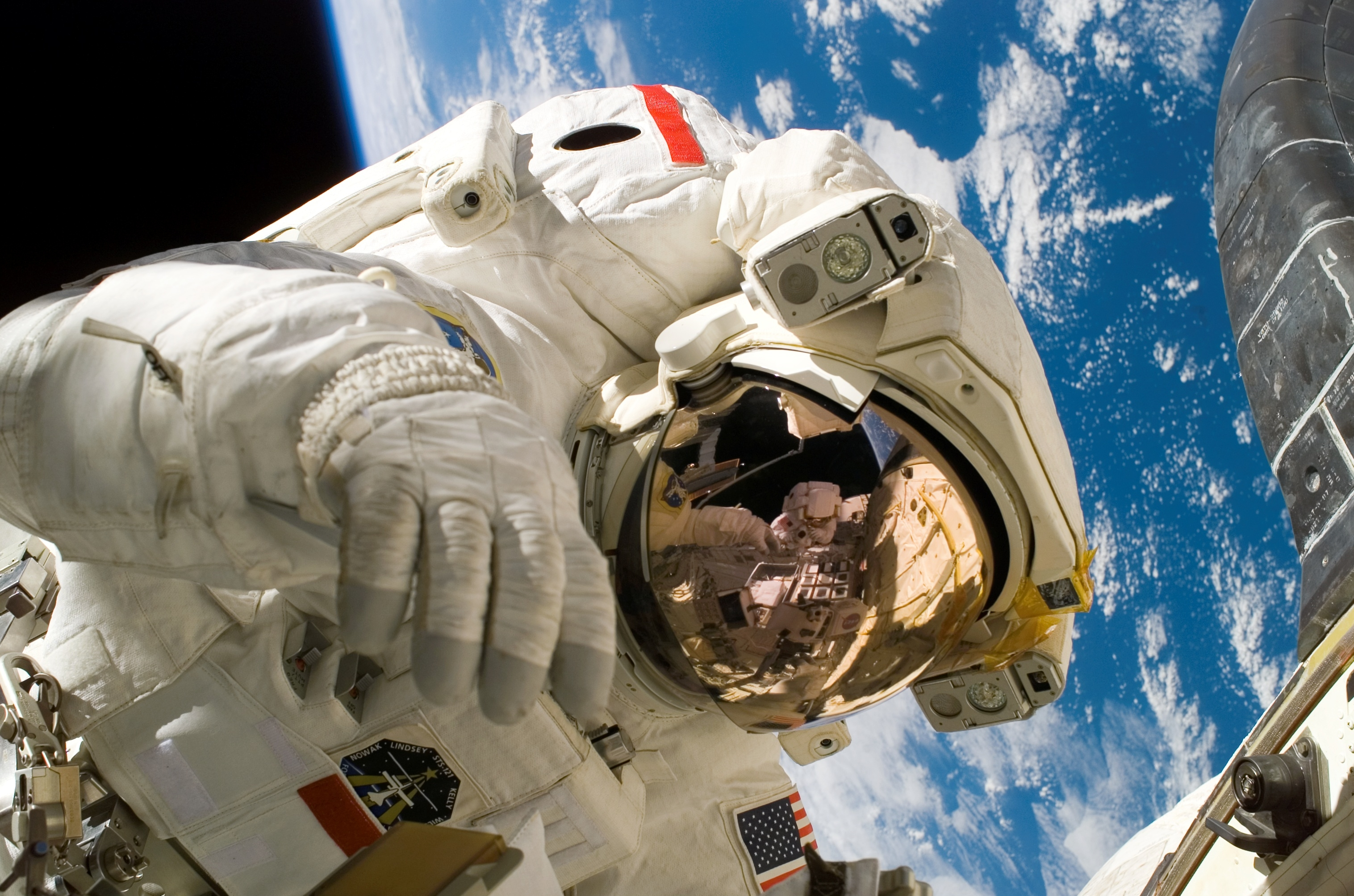
L'astronauta Piers Sellers durant la tercera caminada espacial del STS-121, demostrant les tècniques de reparació de l'escut tèrmic de l'orbitador.